# تأیید اجتماعی
تأیید اجتماعی (به انگلیسی: Social proof) یا اثبات اجتماعی یا نفوذ اجتماعی اطلاعاتی یک پدیده روانی و اجتماعی است که در آن افراد از اعمال دیگران در انتخاب نحوه رفتار در یک موقعیت خاص کپی می‌کنند. این اصطلاح توسط رابرت سیالدینی در سال ۱۹۸۴ در کتاب تأثیرگذاری: علم و عمل ابداع شد.
تأیید اجتماعی در موقعیت‌های اجتماعی مبهم مورد استفاده قرار می‌گیرد که در آن افراد قادر به تعیین شیوه رفتار مناسب نیستند و با این فرض هدایت می‌شود که افراد اطراف دانش بیشتری در مورد وضعیت فعلی دارند.
آثار نفوذ اجتماعی را می‌توان در گرایش گروه‌های بزرگ به انطباق با یکدیگر دید. در برخی از نشریات از آن به عنوان رفتار گله یاد می‌شود. اگرچه اثبات اجتماعی منعکس کننده انگیزه ای منطقی برای در نظر گرفتن اطلاعات در اختیار دیگران است، اما تحلیل رسمی نشان می‌دهد که می‌تواند باعث شود افراد خیلی سریع بر روی یک انتخاب مجزا همگرا شوند، به طوری که تصمیمات حتی گروه‌های بزرگتری از افراد ممکن است بر اساس اندک باشد. اطلاعات (به آبشارهای اطلاعاتی مراجعه کنید).
تأیید اجتماعی یکی از انواع انطباق است. هنگامی که فردی در موقعیتی قرار می‌گیرد که در مورد روش صحیح رفتار مطمئن نیست، اغلب به دنبال سرنخ‌هایی در مورد رفتار صحیح از دیگران است. وقتی «ما مطابقت داریم زیرا معتقدیم تفسیر دیگران از یک موقعیت مبهم دقیق‌تر از تفسیر ما است و به ما کمک می‌کند تا یک مسیر عمل مناسب را انتخاب کنیم»، این تأثیر اجتماعی اطلاعاتی است. این در مقابل تأثیر اجتماعی هنجاری است که در آن یک فرد مطابق با دوست داشتن یا پذیرفته شدن توسط دیگران است.
تأیید اجتماعی اغلب نه تنها منجر به انطباق عمومی (انطباق با رفتار دیگران به‌طور علنی بدون اینکه لزوماً صحیح بودن آن را داشته باشیم) بلکه به پذیرش خصوصی نیز منجر می‌شود (تطابق با اعتقاد واقعی به درستی دیگران).

## مکانیسم‌ها

### عدم اطمینان در مورد نتیجه‌گیری صحیح
عدم قطعیت عامل اصلی تشویق استفاده از اثبات اجتماعی است. یک مطالعه نشان داد که هنگام ارزیابی یک محصول، مصرف‌کنندگان به احتمال زیاد نظرات دیگران را از طریق استفاده از اثبات اجتماعی در زمانی که تجارب خودشان در مورد محصول مبهم بود، به کار می‌برند و در نتیجه عدم قطعیت در مورد نتیجه‌گیری صحیحی که باید انجام دهند، باقی می‌ماند.

### شباهت به گروه اطراف
شباهت همچنین انگیزه استفاده از اثبات اجتماعی را فراهم می‌کند. زمانی که فردی خود را شبیه افراد اطراف خود بداند، به احتمال زیاد رفتار مشاهده شده این افراد را اتخاذ کرده و آن را صحیح می‌داند. این مورد در زمینه‌هایی مانند استفاده از آهنگ‌های خنده مورد توجه قرار گرفته است، جایی که شرکت کنندگان زمانی که مردمی را که می‌خندند شبیه خودشان بدانند، طولانی‌تر و سخت‌تر می‌خندند.
اثبات اجتماعی نیز یکی از شش اصل متقاعدسازی رابرت سیالدینی است (همراه با متقابل بودن، تعهد/ثبات، اختیار، دوست داشتن و کمبود) که معتقد است اگر افراد بتوانند با افرادی که این کار را انجام داده‌اند ارتباط برقرار کنند، احتمالاً اعمال خاصی انجام می‌دهند. همان اعمال قبل از آنها. آزمایشی که نمونه‌ای از این ادعاست توسط محققانی انجام شد که به یک کمپین خیریه خانه به خانه پیوستند و دریافتند که اگر فهرست اهداکنندگان قبلی طولانی‌تر باشد، فرد بعدی که درخواست می‌کند نیز احتمال بیشتری دارد که اهدا کند. این روند زمانی که اسامی در فهرست اهداکنندگان افرادی بود که اهداکننده احتمالی آنها را می‌شناخت، مانند دوستان و همسایگان، این روند حتی بیشتر آشکار شد. اصل سیالدینی همچنین تأکید می‌کند که قدرت همتایان مؤثر است زیرا افراد به احتمال زیاد به تاکتیک‌های تأثیرگذاری که به صورت افقی اعمال می‌شود و نه عمودی پاسخ می‌دهند، بنابراین افراد بیشتر به احتمال زیاد توسط یک همکار متقاعد می‌شوند تا یک مافوق.

## تحقیقات

### تحقیقات اولیه
مشهورترین مطالعه اثبات اجتماعی، آزمایش مظفر شریف در سال ۱۹۳۵ است. در این آزمایش، افراد در یک اتاق تاریک قرار گرفتند و از آنها خواسته شد تا به نقطه ای از نور در فاصله ۱۵ فوتی نگاه کنند. سپس از آنها پرسیده شد که نقطه نور چقدر در اینچ حرکت می‌کند. در حقیقت اصلاً حرکت نمی‌کرد، اما به دلیل اثر اتوکینتیک به نظر می‌رسید که حرکت کند. میزان حرکت نور از فردی به فرد دیگر متفاوت است، اما به‌طور کلی در طول زمان برای هر فرد ثابت است. چند روز بعد بخش دوم آزمایش انجام شد. هر سوژه با دو سوژه دیگر جفت شد و از آنها خواسته شد تا تخمین خود را از میزان حرکت نور با صدای بلند ارائه دهند. حتی اگر آزمودنی‌ها قبلاً تخمین‌های متفاوتی ارائه کرده بودند، گروه‌ها به یک برآورد مشترک می‌رسیدند. شریف برای رد این احتمال که آزمودنی‌ها صرفاً به گروه پاسخ می‌دادند تا احمقانه به نظر نرسند، شریف از آزمودنی‌ها خواست بعد از انجام این کار در گروه، دوباره نورها را خودشان قضاوت کنند. آنها قضاوت گروه را حفظ کردند. از آنجایی که حرکت نور مبهم است، شرکت کنندگان برای تعریف واقعیت به یکدیگر متکی بودند.
مطالعه دیگری به تأثیر اجتماعی اطلاعاتی در شناسایی شاهدان عینی پرداخت. به آزمودنی‌ها اسلایدی از «مجرم» نشان داده شد. سپس اسلایدی از چهار مرد که یکی از آنها عاملی بود که دیده بودند به آنها نشان داده شد و از آنها خواسته شد که او را انتخاب کنند. با ارائه سریع اسلایدها، کار تا حد ابهام دشوار شد. این کار در گروهی انجام شد که متشکل از یک آزمودنی واقعی و سه نفر بود (شخصی که به عنوان سوژه عمل می‌کند اما در واقع برای آزمایشگر کار می‌کند). همدستان اول جواب دادند و هر سه یک جواب اشتباه دادند. در شرایط بسیار مهم، به آزمودنی‌های آزمایش گفته شد که در یک آزمون واقعی توانایی شناسایی شاهدان عینی شرکت می‌کنند که توسط ادارات پلیس و دادگاه‌ها استفاده می‌شود، و نمرات آنها هنجار عملکرد را تعیین می‌کند. در شرایط کم‌اهمیت، به آزمودنی‌ها گفته شد که کار اسلاید هنوز در حال توسعه است و آزمایش‌کنندگان نمی‌دانند معیار عملکرد چیست - آنها فقط به دنبال نکات مفید برای بهبود کار بودند. مشخص شد که وقتی آزمودنی‌ها فکر می‌کردند تکلیف از اهمیت بالایی برخوردار است، احتمال بیشتری داشت که مطابقت داشته باشند، و در ۵۱ درصد مواقع پاسخ اشتباه طرف مقابل را می‌دهند، در مقابل ۳۵ درصد موارد در شرایط کم‌اهمیت.

## تأیید اجتماعی در بازاریابی
در خریدهایی که افراد انجام می‌دهند، نمایان می‌شود. مردم قبل از تصمیم‌گیری برای خرید، توصیه‌ها و نظرات دیگران را در مورد آن کالا بررسی می‌کنند و در خیلی موارد، تحت تأثیر این بررسی‌ها و نظرات، خرید خود را انجام می‌دهند. به عبارت دیگر، به جای آنکه ما به مشتریان هدف بگوییم که محصولات ما عالی و باکیفیت هستند، این کار را بر عهده مشتریان قدیم خود گذاشته تا با نظرات مثبتشان، اعتماد دیگران به برند و محصول را جلب کنند.
اثبات اجتماعی در بازاریابی، موارد متعددی را شامل می‌شود و مفهوم گسترده‌ای است. این اصطلاح، مواردی مثل نقد و بررسی، کم و کیف مشتریان موجود و از همه مهم‌تر، پوشش رسانه‌ای را در بر می‌گیرد. اگر می‌خواهید در مورد اهمیت سوشال پروف، انواع مختلف آن و تأثیری که می‌تواند بر کسب و کارها بگذارد، بیشتر بدانید، با ادامه مقاله همراه ما باشید.